# Loups-garous (film, 2024)
Pour les articles homonymes, voir Loup-garou (homonymie).
Pour plus de détails, voir Fiche technique et Distribution.
Loups-garous est un film français réalisé par François Uzan, sorti sur Netflix en 2024. Il s'agit d'une adaptation du jeu de société d'ambiance Les Loups-garous de Thiercelieux.
Le film suit une famille qui se retrouve dans un village en plein Moyen Âge et doit chaque nuit affronter de dangereux loups-garous.

## Synopsis
En 2024, Jérôme Vassier rend visite à son père Gilbert, atteint d'alzheimer, en compagnie de Marie sa femme, Louise leur fille commune, Clara sa fille d'une précédente union, et Théo, le fils que Marie a eu d'une précédente union. Jérôme tente de faire jouer sa famille au "Loups-Garous", un jeu que Gilbert aurait inventé mais devant le refus de tous, Jérôme le range et un tremblement de terre se produit.
Une fois le phénomène terminé, la famille se rend compte que la maison n'est plus la même et que Clara a disparu. Cherchant cette dernière, les Vassier se rendent au village, où ils constatent d'autres changements, qu'ils pensent d'abord liés à la fête médiévale qui se déroule au même moment. Là-bas, croyant assister à une mise en scène, ils sont témoins de la véritable exécution publique d'un berger accusé d'être un loup-garou par le capitaine du village, alors que plusieurs habitants ont été tués par ces bêtes depuis plusieurs nuits. Sous le choc, les Vassier comprennent qu'ils ont été téléportés en 1497 via le jeu et estiment que la seule manière de remporter la partie est de tuer les quatre loups-garous.
Ils sont interpellés une première fois par le capitaine et ses hommes car ils occupent la maison de Childéric, ancêtre des Vassier soupçonné de sorcellerie, les Vassier repartent libres grâce à Jérôme qui prétend qu'ils forment une troupe d'artistes, sous le nom de « Daniel Baladin et les Baladettes » ; étant réellement professeur de musique, il chante Mon fils ma bataille en s'accompagnant au luth pour le prouver. Par ailleurs, ils retrouvent Clara qui s'avère être invisible et muette, en lien avec son rôle dans le jeu : elle est la « petite fille », qui peut espionner sans être vue. Grâce à son propre pouvoir de télépathie en tant que « voyante », seul son père peut entendre ses pensées. La nuit venue, les loups-garous rodent près de la maison et Louise s'avère être l'une d'eux. Le jour, la petite fille est redevenue normale. Les Vassier comprennent progressivement que chaque membre de la famille possède un rôle hérité du jeu. Ainsi, Gilbert, « chasseur », est très fort et peut affronter les loups, alors que Théo, « voleur », peut se transformer en n'importe qui grâce à un objet de la personne concernée. Seule Marie semble ne bénéficier d'aucun pouvoir et n'a qu'un rôle de simple villageoise. Comme Louise est loup-garou, tout le monde espère qu'il leur suffit de tuer les trois autres afin d'épargner la petite fille.
La famille tente d'interroger Childéric, enfermé aux cachots en attente de son exécution, mais leur ancêtre leur apprend seulement que les loups-garous sont apparus après qu'un « homme à la peau de loup » a quitté le village. Ne sachant trop comment trouver les trois autres monstres, les Vassier tombent par hasard sur le voisin de Childéric, Piero, un artiste et savant italien qui leur permet de rendre Clara visible grâce à une pâte en caoutchouc de son invention. De retour au village, une paysanne, sur le point de se faire exécuter, se transforme en loup-garou mais est finalement abattue. En sauvant son père des loups-garous, Clara arrive à grossièrement identifier les deux derniers: une femme aux mains blanchies et un homme bedonnant qui boîte. La famille décide d'utiliser l'odorat de Louise pour trouver les créatures restantes en plein jour. L'homme bedonnant est tué par Gilbert mais Marie, avocate de profession, est emprisonnée pour sorcellerie après avoir tenté de défendre une femme qui subit des violences conjugales.
Le jour suivant, au moment où Childéric et Marie sont sur le point d'être brûlés vifs sur la place du village, Jérôme distrait la foule en chantant Allumer le feu pendant que les autres membres les libèrent. Après avoir quitté le village, Piero leur conseille de se réfugier dans une église d'où ils pourront s'échapper via un tunnel secret. Une fois dans le bâtiment, alors qu'ils n'ont pas trouvé le tunnel, le dernier loup-garou arrive, suivi peu après par le capitaine qui se révèle être le « cupidon » : il s'avère que le loup-garou est sa femme et que si elle est tuée, lui aussi mourra. Malgré les pouvoirs combinés des différents membres de la famille Vassier, le monstre est trop fort, y compris avec l'aide de Louise qui, à nouveau transformée en loup-garou, veut d'abord les attaquer avant de se mettre de leur côté quand Jérôme et Marie se mettent à chanter J'irai où tu iras, ce qui lui permet de se souvenir de sa relation avec ses parents malgré son état. Dans son combat contre le loup-garou, Louise meurt. C'est alors que Marie se révèle être la « sorcière », qui a le pouvoir de ressusciter un joueur en tuant un autre. Elle tue ainsi le loup-garou tout en redonnant la vie à sa fille. L'élimination de trois monstres étant effectivement suffisante, les Vassier peuvent retourner à leur époque en refermant la boîte du jeu. Avant le transfert, Piero, qui a précédemment affirmé son homosexualité, confie à Jérôme qu'il est devenu sa source d'inspiration et qu'il souhaite rentrer à Florence pour se remettre à la peinture sous son vrai nom  : « Leonardo Piero da Vinci ».
De retour dans le présent, Jérôme se retrouve en possession de lettres que son père écrivait la nuit : le jeu ayant interrompu sa maladie, il était en pleine possession de ses moyens et, sachant que sa mémoire flancherait à nouveau lorsqu'ils auraient gagné, il en a profité pour écrire à quel point il aimait son fils et retranscrire en partie ses souvenirs. Plus tard, la famille se rend au Louvre où La Joconde possède désormais les traits de Jérôme.

## Fiche technique
Sauf indication contraire, les informations mentionnées dans cette section peuvent être confirmées par les bases de données cinématographiques IMDb et Allociné,  présentes dans la section « Liens externes ».
- Titre original : Loups-garous
- Réalisation : François Uzan
- Scénario : François Uzan, avec la collaboration de Céleste Balin, d'après le jeu de société Les Loups-garous de Thiercelieux créé par Hervé Marly et Philippe des Pallières
- Musique : Guillaume Roussel
- Décors : Pavel Ramplé
- Costumes : Charlotte Betaillole
- Photographie : Denis Rouden
- Montage : Yann Malcor
- Production : Clément Miserez et Matthieu Warter
  - Production associée : Candice Vigneron
  - Production exécutif : David Giordano
- Société de production : Radar Films
- Société de distribution : Netflix
- Pays de production :  France
- Langue originale : français
- Format : couleur
- Genre : aventure, comédie, fantasy
- Durée : 95 minutes
- Date de sortie : 23 octobre 2024 (Netflix)[1]

## Distribution
- Franck Dubosc : Jérôme Vassier / Daniel Baladin, barde / La voyante
- Jean Reno : Gilbert Vassier / Le chasseur
- Suzanne Clément : Marie / La sorcière
- Jonathan Lambert (crédité R. Jonathan Lambert) : Childéric Vassier
- Grégory Fitoussi : le capitaine / Cupidon
- Bruno Gouery[1] : Piero
- Lisa Do Couto Teixeira : Clara / La petite fille
- Alizée Caugnies : Louise, dite « Loulou » / Loup-garou
- Raphael Romand : Théo / Le voleur
- David Salles : le bourreau
- Jaroslav Vundrle : le forgeron
- Klez Brandar : homme suspicieux
- Victoire Maçon-Dauxerre	: la boulangère / Loup-garou
- Talina Boyaci : la lavandière / Loup-garou
- Jean-Louis Barcelona : le berger
- Ariane Pirie : la suspecte
- Stéphane Boucher : le mari de la suspecte
- Paul Lefèvre : un soldat de la prison

## Production

### Genèse et développement
Le film a été annoncé par Netflix sur leurs réseaux sociaux le 12 mai 2023. Le 30 janvier 2024, un teaser du film a été dévoilé.

### Attribution des rôles
Le 4 juillet 2023, Franck Dubosc, Jean Reno, Jonathan Lambert, Grégory Fitoussi, Suzanne Clément, Lisa Do Couto Teixeira, Alizée Caugnies et Raphaël Romand sont annoncés au casting du film.

### Tournage
Le tournage a eu lieu en Tchéquie du 24 mai au 17 juillet 2023, notamment dans la ville de Prague. Le tournage du film a nécessité pas moins de 1 200 figurants.

## Accueil

### Critique
Le film reçoit un mauvais accueil critique, avec une note presse de 2,4/5 et une note spectateurs de 1,9/5 sur Allociné.